# Törmänen
Törmänen är en ort i Enare kommun i landskapet Lappland i Finland. Törmänen utgjorde en tätort (finska: taajama) vid folkräkningen 1980. Törmänen utgör numera en del av tätorten Teponmäki.
Törmänen ligger strax söder om Ivalo och vid orten ligger Ivalos flygplats.

## Befolkningsutveckling
| Befolkningsutvecklingen i Törmänen 1980–1980 | Befolkningsutvecklingen i Törmänen 1980–1980 | Befolkningsutvecklingen i Törmänen 1980–1980 | Befolkningsutvecklingen i Törmänen 1980–1980 | Befolkningsutvecklingen i Törmänen 1980–1980 |
| -------------------------------------------- | -------------------------------------------- | -------------------------------------------- | -------------------------------------------- | -------------------------------------------- |
|                                              |                                              |                                              |                                              |                                              |
| År                                           |                                              |                                              | Folkmängd                                    | Landareal (km²)                              |
| 1980                                         | 1980                                         |                                              | 289                                          | 5,3                                          |
| Anm.: Ny tätort 1980.                        |                                              |                                              |                                              |                                              |